# Bambadjan Bamba

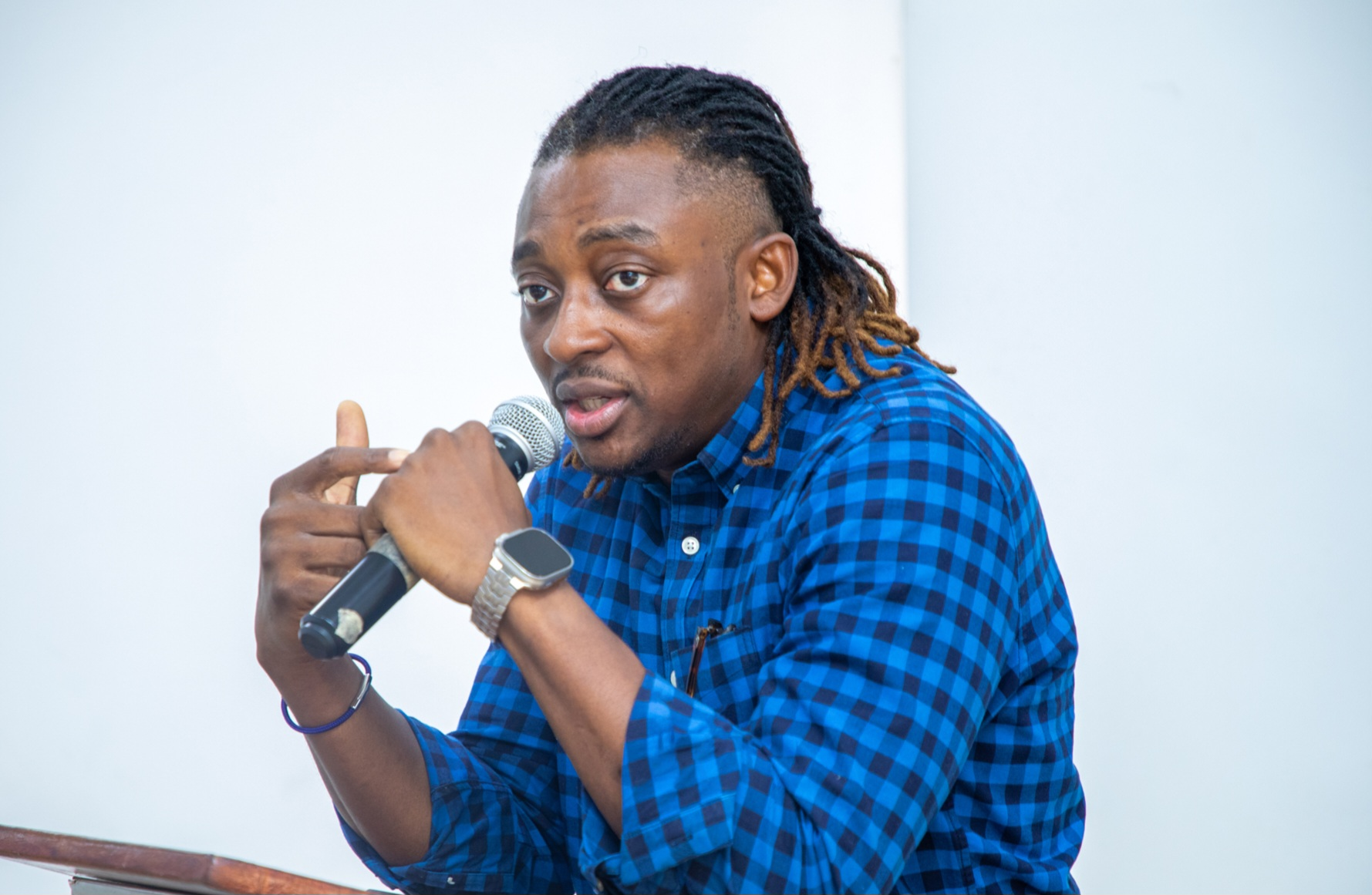
Bambadjan Bamba (2024)

Bambadjan Bamba (* 30. Januar 1982 in Abidjan) ist ein US-amerikanischer Schauspieler ivorischer Abstammung.

## Leben und Karriere
Bambadjan Bamba wurde in Abidjan, Elfenbeinküste, geboren. Als er zehn Jahre alt war, zog die Familie in die South Bronx und später nach Richmond, Virginia. Er studierte am Conservatory of Film and Dramatic Arts in New York City und ist ein Gründungsmitglied der Sacred Drum Company.
Er ist seit 2005 als Schauspieler aktiv und war zunächst in dem Kurzfilm Battlescars zu sehen. Seitdem trat er vor allem in bekannten US-Serien, wie Grey’s Anatomy, Die Sopranos, CSI: Vegas, Emergency Room – Die Notaufnahme, Cold Case – Kein Opfer ist je vergessen, Navy CIS: L.A. oder Parenthood auf. Zu seinen Filmauftritten gehören etwa Ich glaub, ich lieb meine Frau oder Contagion. 2016 war er in Suicide Squad zu sehen. Seit 2016 ist er in einer Nebenrolle in der Serie The Good Place zu sehen. 2020 übernahm er als Remi Toussaint eine Nebenrolle in der sechsten Staffel der Serie Bosch.
Daneben tritt Bamba regelmäßig im Theater auf. So etwa in dem Off-Broadway-Stück Till the Break of Dawn, Dafür My Home oder Do Lord Remeber Me. Er gab an, dass Afrika immer noch einen großen Platz in seinem Herz genießt.

## Filmografie (Auswahl)
- 2005: Battlescars
- 2006: Wyclef Jean in America (Fernsehfilm)
- 2007: Ich glaub, ich lieb meine Frau (I Think I Love My Wife)
- 2007: Die Sopranos (The Sopranos, Fernsehserie, Episode 6x18)
- 2007: Spinning Into Butter
- 2008: CSI: Vegas (CSI: Crime Scene Investigation, Fernsehserie, Episode 9x02)
- 2009: Emergency Room – Die Notaufnahme (ER, Fernsehserie, Episode 15x22)
- 2009: Cold Case – Kein Opfer ist je vergessen (Cold Case, Fernsehserie, Episode 6x20)
- 2010: Navy CIS: L.A. (Fernsehserie, Episode 1x11)
- 2010: Sympathy for Delicious
- 2010: Parenthood (Fernsehserie, Episode 1x07)
- 2010: Fred – Der Film (Fernsehfilm)
- 2011: Grey’s Anatomy (Fernsehserie, Episode 7x20)
- 2011: Contagion
- 2011: Suburgatory (Fernsehserie, Episode 1x08)
- 2012: NYC 22 (Fernsehserie, Episode 1x07)
- 2012: Bones – Die Knochenjägerin (Bones, Fernsehserie, Episode 7x06)
- 2013: Ode in Blood
- 2013: Love Struck (Fernsehserie, 4 Episoden)
- 2013: Perception (Fernsehserie, Episode 2x08)
- 2014: The Following (Fernsehserie, 3 Episoden)
- 2016: Suicide Squad
- 2016–2019: The Good Place (Fernsehserie, 9 Episoden)
- 2017: Consequences (Fernsehserie, 7 Episoden)
- 2017: SEAL Team (Fernsehserie, Episode 1x05)
- 2018: Eine nutzlose und dumme Geste (A Futile and Stupid Gesture)
- 2018: Black Panther
- 2018: Giants (Fernsehserie, Episode 2x01)
- 2019: Everything But a Man
- 2020: Bosch (Fernsehserie)
- 2021: Consequences (Fernsehserie, 14 Episoden)
- 2022: The Unsettling